# Sofía Toccalino
Pour les articles homonymes, voir Toccalino.
Sofía Toccalino née le 20 mars 1997 est une joueuse argentine de hockey sur gazon et fait partie de l'équipe nationale argentine. Elle joue avec l'équipe nationale argentine de hockey sur gazon, remportant la médaille d'argent aux Jeux olympiques d'été de 2020.

## Carrière
Elle a participé à la Coupe du monde féminine de hockey sur gazon des moins de 21 ans 2016, remportant la médaille d'or. Au niveau du club, elle joue pour St. Catherine's en Argentine.
Elle a remporté une médaille d'or aux Jeux panaméricains de 2019.